# Estrela d'Oeste
Estrela d'Oeste är en kommun i Brasilien.   Den ligger i delstaten São Paulo, i den södra delen av landet, 600 km sydväst om huvudstaden Brasília. Antalet invånare är 8 208. Arean är 296 kvadratkilometer.
Terrängen i Estrela d'Oeste är platt.
Omgivningarna runt Estrela d'Oeste är en mosaik av jordbruksmark och naturlig växtlighet. Runt Estrela d'Oeste är det ganska glesbefolkat, med 23 invånare per kvadratkilometer.